# Toksin kolere
Toksin kolere je eksotoksin, ki ga izloča gramnegativna bakterija vrste Vibrio cholerae. Je glavni virulenčni dejavnik bakterije, ki povzroča hudo diarejo, značilno za kolero. Čezmerna izguba vode in elektrolitov lahko vodi do hipovolemičnega šoka in smrti.

## Zgradba in genetika
Toksin kolere je po zgradbi podoben davičnemu toksinu. Kot vsi toksini A-B je v splošnem zgrajen iz dveh podenot, podenote A in B. Podenota A ima podobno kot davični toksin dva odseka, A1 in A2, ki povezani z disulfidno vezjo. Podenota B pa je po drugi strani sestavljena iz petih enakih delov, ki kot prstan objemajo podenoto A2. Vsaki del podenote B ima molekulsko maso 12 kDa.
Zapis za toksin kolere nosi operon ctxAB, ki ima dva gena (ctxA in ctxB), in je del lizogenega bakteriofaga CTXf or CTXφ, ki se je vgradil v bakterijski kromosom. Gen ctxB se učinkoviteje prepisuje, zato nastaja več molekul podenote B.
Toksin se v bakteriji sestavi v periplazemskem prostoru (tj. med zunanjo membrano in plazmalemo oz. celično membrano), nato pa se izloči iz bakterije.

## Mehanizem delovanja
Toksin (natančneje podenota B) se veže gangliozidni receptor GM1, ki je v plazmalemi enterocitov. Podenota B je odgovorna za prenos podenote A v celico. Prenos poteka bodisi preko endocitoze bodisi tako, da podenota B ustvari transmembranski kanalček, skozi katerega se prenese podenota A. Odseka podenote A loči glutation.
Odsek A1 je aktiven encimski del toksina kolere, ki deluje kot ADP-riboziltransferaza. Slednja ADP-ribozilira Gs v enterocitih, ki uravnava delovanje adenilatciklaze in s tem sintezo cikličnega AMP (cAMP). V normalnih razmerah je Gs aktivna le, kadar je nanjo vezan gvanozin trifosfat (GTP). Gs je obenem GTP-aza, ki hidrolizira GTP v gvanozin difosfat (GDP) in se tako deaktivira.
Odsek A1 povzroči stalno aktivnost beljakovine Gs in s tem čezmerno izdelovanje cAMP. Slednje povzroči spremenjeno dejavnost ionskih črpalk, posledično pa zaviranje vstopa natrijevih (Na+) in klorovih ionov (Cl-) ter izstop Cl- in hidrogenkarbonata (HCO3-). Prehajanje ionov v svetlino (lumen) črevesja spremlja prehod vode, zaradi česar se pojavi huda diareja; izguba vode je lahko do 20 litrov na dan.
Podoben učinek kot toksin koler imajo enterotoksini nekaterih drugih črevesnih bakterij, kot je termolabilni enterotoksin (TL) E. coli.